# لانکا، هند
لانکا (به انگلیسی: Lanka) یک منطقهٔ مسکونی در هند است که در بخش نگاون واقع شده‌است. لانکا ۳۶٬۸۰۵ نفر جمعیت دارد.